# Николай Петрович Кирсанов
Никола́й Петро́вич Кирса́нов — персонаж романа И. С. Тургенева «Отцы и дети». Брат Павла Петровича Кирсанова, отец Аркадия, вдовец. Любит музыку и поэзию. Интересуется прогрессивными идеями, в том числе в сельском хозяйстве.

## Характеристика
Николай Кирсанов — человек уже не молодой, переживший немало бедствий, но не сломленный ими. Идеалист с романтическими вкусами и наклонностями, он на свой лад стремится осуществить в своей жизни идеал, напоминающий идеал Лаврецкого из «Дворянского гнезда»,— трудится, пытается преобразовать в духе времени помещичье хозяйство, устанавливает новые отношения с крестьянами, ищет счастья в любви и духовной опоры в искусстве. Кирсанов обрисован с очевидной авторской симпатией — слабый, но добрый, чуткий, деликатный и благородный, он лоялен и доброжелателен в своём отношении к молодёжи, которая пытается мыслить и жить не так, как жили отцы. Но такое отношение не встречает адекватного отклика. Евгений Базаров воспринимает Николая Петровича как «человека отставного» («его песенка спета»). Даже собственный сын, которого Николай любит и на сближение с которым он возлагает большие надежды, с юношеской бестактностью пытается «перевоспитать» отца в «нигилистическом духе» и часто больно ранит его этой бестактностью. Но кроткое терпение Кирсанова и естественная эволюция Аркадия делают своё дело: в конце романа отец и сын сближаются, объединяясь в общем деле, и оба достигают семейного счастья. Так осуществляется общий закон тургеневского романа, согласно которому люди «золотой середины» вознаграждаются благополучием за умеренность своих требований к жизни.